# Myanmaria calycina
Myanmaria es un género monotípico de plantas fanerógamas perteneciente a la familia de las asteráceas. Su única especie, Myanmaria calycina, es originaria de Birmania.

## Ecología
Las siguientes cochinillas se alimentan de la planta: Phenacoccus neohordei y Phenacoccus pumilus.

## Taxonomía
Myanmaria calycina fue descrita por (DC.) H.Rob. y publicado en Proc. Biol. Soc. Washington 112(1): 245. 1999